# Siatka centralna

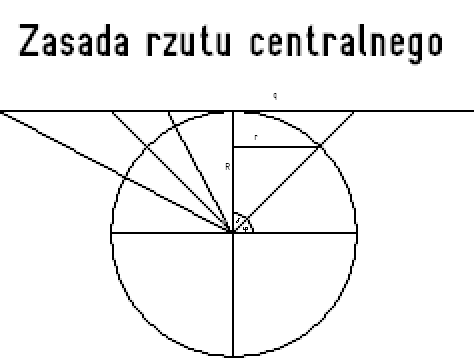

Siatka centralna – siatka kartograficzna, płaszczyznowa. Powstaje w wyniku puszczenia wiązek światła ze środka kuli.
Cechy: 
- bardzo szybko wzrastają odległości między równoleżnikami;
- nie otrzymamy obrazu nawet połowy kuli;
- bardzo szybko wzrastają zniekształcenia;
- linia łącząca dwa punkty jest linią prostą (ortodroma);
- południki to pęk linii prostych wychodzących z bieguna
- równoleżniki to koła współśrodkowe
- równik odwzorowuje się w nieskończoności
- południki i równoleżniki przecinają się pod kątem prostym i tworzą kierunki główne
- przeważnie w tym odwzorowaniu przedstawia się obszary podbiegunowe
- odwzorowanie to stosowane jest w komunikacji, przy wyznaczaniu tras lądowych i morskich